# Madlena Wanklová
Madlena Wanklová také Madlenka Wanklová (22. července 1865 Blansko – 14. března 1922 Brno) byla česká etnografka a autorka odborných článků o lidovém umění. V Olomouci se zapojila do Vlasteneckého spolku muzejního.  Aktivně pracovala i v rámci feministického hnutí. Přispívala do časopisů a byla členkou ženských spolků. Pracovala jako kustodka Zemského muzea v Brně, kde založila národopisné oddělení. 

## Životopis
Madlenka, křtěná Maria Magdalena Leopoldine se narodila do česko-německé rodiny lékaře a vědce Jindřich Wankla. Maminka byla Němka, ale doma se mluvilo česky i německy. Jako většina vzdělaných rodin, také rodina Wanklova se zapojila do vlasteneckého hnutí.
Narodila se jako jedno z dvojčat, její sestra Leopoldine Maria Magdalena týden po narození zemřela. Byla vychovávána, stejně jako její sestry Karla, Lucie a Vlasta, s důrazem na vzdělání a morálku. Maminka Eliška Wanklová, rozená Šímová získala na svou dobu kvalitní vzdělání, vedla lékárnu a pomáhala svému muži při vědecké práci. Své znalosti a zkušenosti předávala dcerám. Stejně jako sestry Madlenka absolvovala základní školu v Blansku a poté Vyšší dívčí školu v Praze. Již v mládí u ní bylo zřejmé malířské nadání, které později využila při kreslení ornamentů. 
Společně se sestrami měla Madlenka možnost doprovázet otce na archeologické kongresy do Vídně, Moskvy, Oděsy a dalších měst. Tak získávaly kontakty i praktické zkušenosti pro svoji budoucí odbornou a vědeckou práci. V Blansku se dívky také setkávaly s vědeckými přáteli svého otce. Od roce 1883 žila Madlenka s rodiči v Olomouci. V témže roce zde byl založen Vlastenecký spolek muzejní. Mezi jeho zakladatele patřil i její otec Jindřich Wankel. Také ženy se aktivně zapojily do budování národního obrození v Olomouci, patřila mezi ně nejen její matka, ale i ona a její sestry. V tomto období sbírala staré národní výšivky a ornamenty. V rámci Vlasteneckého spolku muzejního v Olomouci vydala tři sešity Moravských ornamentů.
Cestovala po Hané a Valašsku. Též kreslila zdobený nábytek, především opěradla židlí. V roce 1895 byla zvolena do hlavního výboru zařizovacího odboru Národopisné výstavy českoslovanské v Praze jako uznání za svoji práci. Aktivně se účastnila realizace Moravského dne na výstavě.
Po smrti otce, v roce 1897 se s matkou přestěhovala k sestře Vlastě do Prahy. Zde pracovala v Národopisném muzeu. Třídila exponáty, věnovala se výšivkám a keramice. Účastnila se instalací národopisných výstav nejen v Československu, ale i v zahraničí. Patřila mezi spolupracovnice družstva Zádruha. V Praze se také „potkala“ s feministickým hnutím. Stala se členkou Ústředního spolku českých žen. Přispívala například do časopisu Ženský svět. Psala články věnované folklórním tradicím, ale i říkadla pro děti. Aktivně se zapojila do práce ženských spolků.
V roce 1914 se přestěhovala do Brna a stala se kustodkou Zemského muzea. Organizovala národopisné oddělení a stala se jeho zakladatelkou. Věnovala se především lidovému textilu.
V Brně bydlela u sestry Lucie. Nikdy se neprovdala. Zemřela 14. března 1922.

### Dílo
- Moravské ornamenty. Olomouc, Vlastenecký musejní spolek, 1888.
- Moravské ornamenty II. Olomouc, Vlastenecký musejní spolek, 1890.
- Moravský ornament rostlinný. Brno, Dámský národopisný odbor, 1904.[8]